# المتحف الوطني للتصوير
المتحف الوطني للتصوير متحف فني مغربي مكرس للتصوير الفوتوغرافي في البرج الكبير بحي المحيط في العاصمة المغربية الرباط. هذا المتحف أسسته المؤسسة الوطنية للمتاحف المغربية 14 يناير 2020.

## موقع

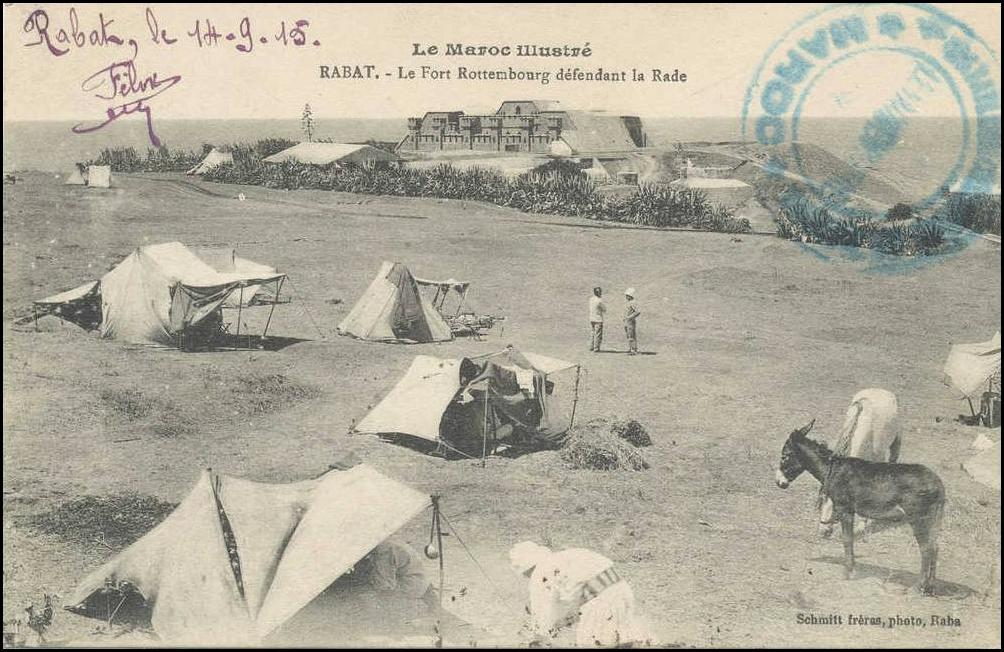
حصن البرج الكبير عام 1915.

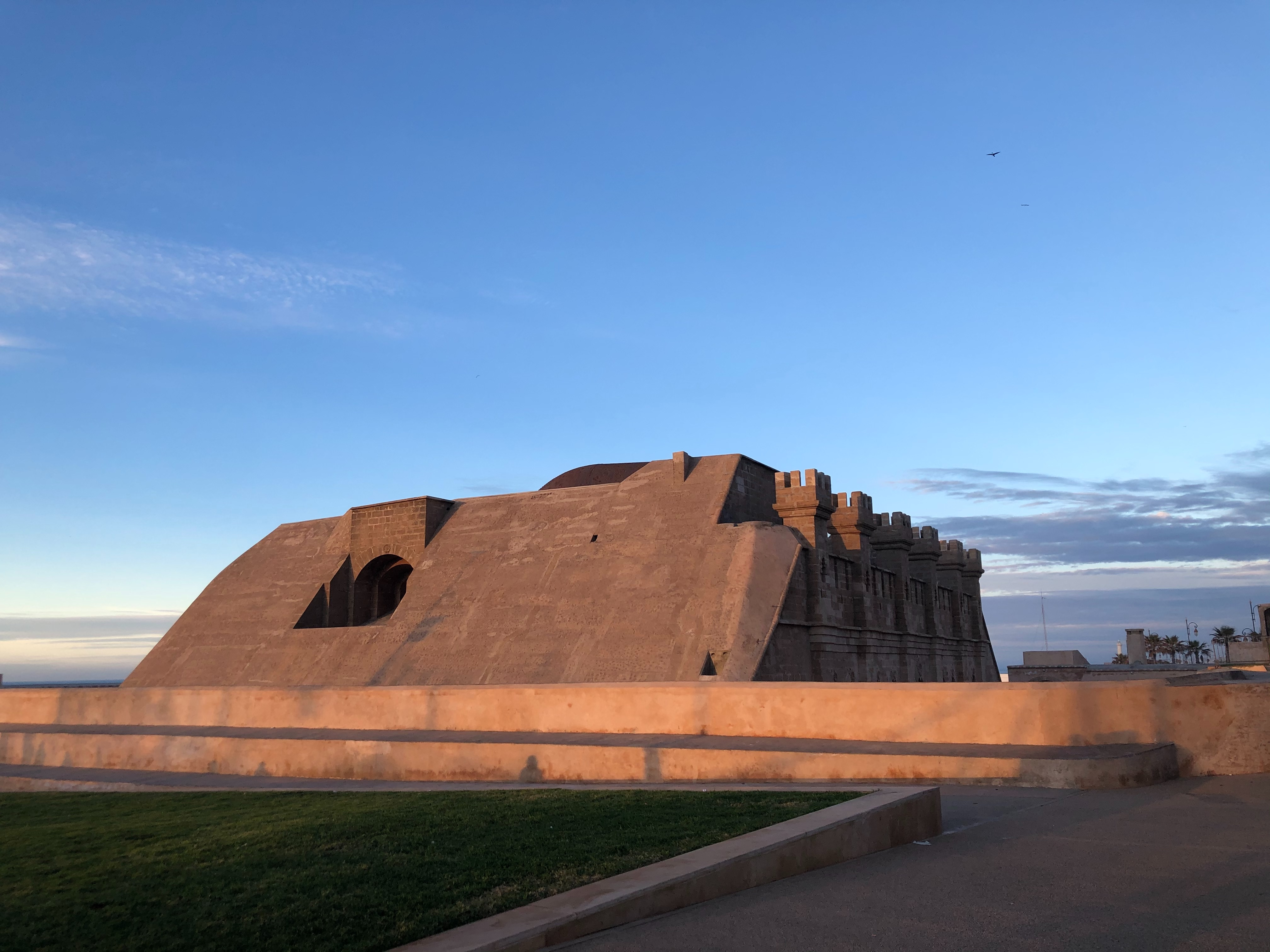
خارجية الحصن السابق الذي أعيد استعماله ليأوي المتحف الوطني للتصوير

يقع المتحف الوطني للتصوير في البرج الكبير، المعروف كذلك باسم حصن روتيمبورغ (Fort Rottembourg)، وهو حصن عسكري دفاعي شُيّد في عهد السلطان الحسن الأول، وبدأ بناؤه عام 1886 وتم عام 1900. يأتي اسمه من فالتير روتيمبورغ (Walter Rottembourg) هو كان المهندس الألماني المشرف على إنجاز الحصن.

## افتتاح

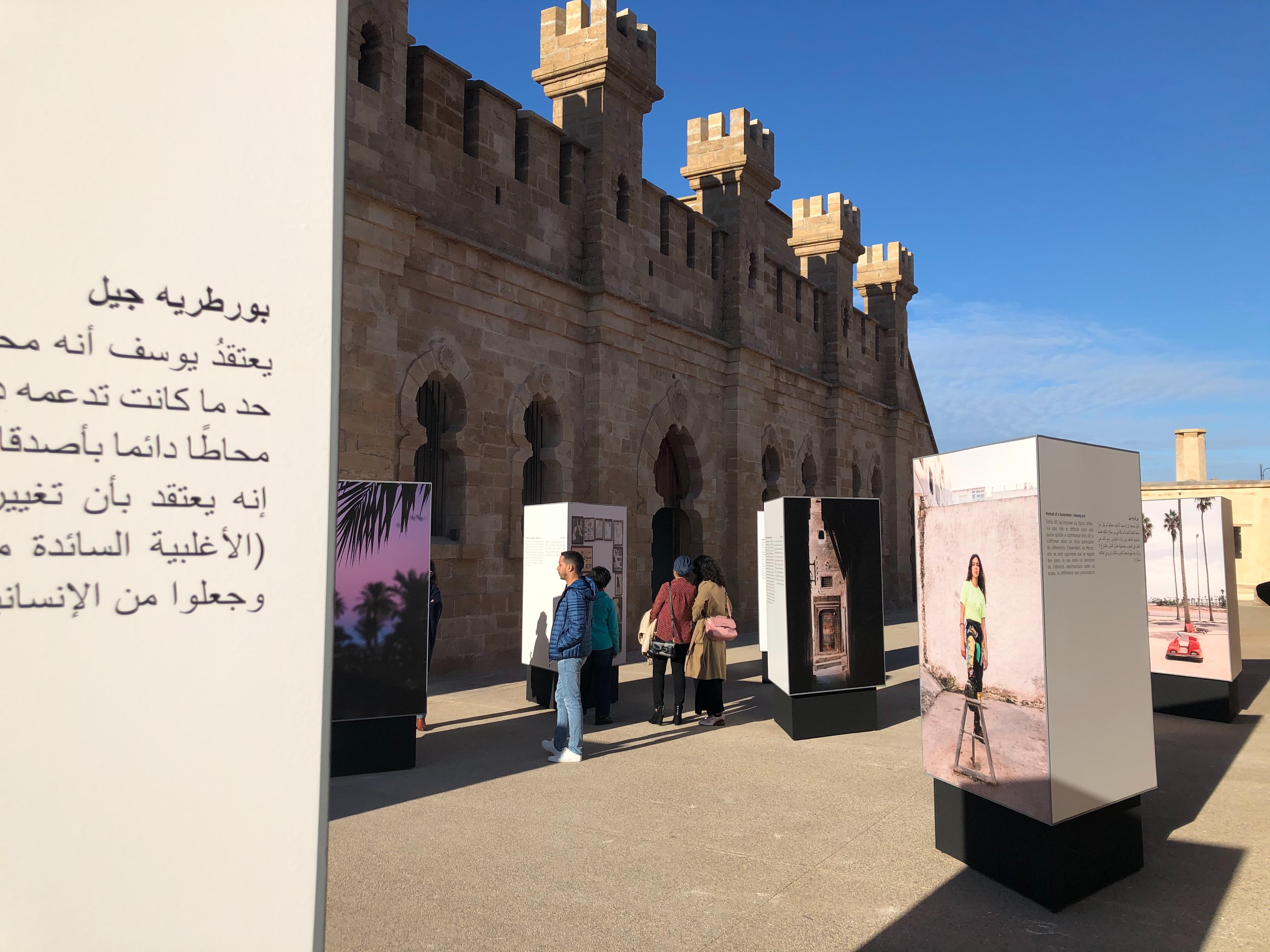
يرى زائرون صورا من مشروع محمد كيليتو المسمى «بورطريه جيل» معروضة في الهواء الطلق أمام حصن البرج الكبير.

دُشّن المتحف الوطني للتصوير يوم 14 يناير 2020 وقال المهدي قطبي رئيس المؤسسة الوطنية للمتاحف، وهي المؤسسة التي بادرت إلى إنشائه، في تصريح للصحافة: «في هذا الفضاء، برج روتيمبورغ، وبمحاذاة حي شعبي، نسعى لإيصال رسالة مفادها أن الثقافة يجب أن تكون في متناول كل مغربي»
قال كذلك إن تدشين المتحف جاء في التوجيهات السامية لملك المغرب محمد السادس، وخصوصا إرادته لـ«دمقرطة الثقافة».

### صورتنا
نظم المصور ياسين العلوي الإسماعيلي الشهير يورياس المعرض الافتتاحي للمتحف وعنوانه صورتنا، ويقدم «المصورين المغاربة من اليوم ومن الغد». وقال يورياس في كلمة للصحافة: «أنا مقتنع بأن التطور البصري له دور في التطور الاجتماعي الاقتصادي للبلد. بالنسبة لي، هذا هنا يعني أن المغرب قادر على تمثيل نفسه بالصور وأننا قادرون على إنتاج الصور، وعلى الدفاع عنها، وعلى نشرها، وعلى عرضها ورؤيتها.»